# Schadl György
Schadl György (1982 – ) egyetemi oktató, bírósági végrehajtó, a Magyar Bírósági Végrehajtói Kar volt elnöke. Korrupciós bűncselekmény gyanúja miatt 2021. novemberben letartóztatták, 2022. októberben emeltek vádat ellene és további 21 vádlott ellen. 2023. április 27-én a Magyar Bírósági Végrehajtó Kar elnöksége és Schadl György elnök is lemondott.

## Pályája
Doktori értekezését 2011. szeptember 30-án védte meg. 
2011-ben másoddiplomázott a Budapesti Corvinus Egyetemen, majd végrehajtási jogi szakjogász végzettséget szerzett, mely képzésnek később oktatója is volt.
A Pécsi Tudományegyetem Állam- és Jogtudományi Karán a Polgári Jogi Tanszék oktatója lett, 2016 után címzetes egyetemi docensként. Az Edutus Egyetemen tantárgyfelelős főiskolai docensként felelt valamennyi, az intézményben tanított jogi tantárgyért.
Oktatói tevékenysége mellett önálló bírósági végrehajtóként is dolgozott. Több szakmai cikk szerzője.

#### Munkái (önálló kötetek)
- A társaságok és a társasági jog fontosabb dogmatikai kérdéseinek elemzése (Wolters Kluwer, Budapest, 2015) [A doktori értekezés könyv alakban]
- Kommentárok egyes bírósági végrehajtáshoz kapcsolódó rendeletekhez (Wolters Kluwer Hungary, Budapest, 2019)
- Magyar polgári jogi alapok (Felsőoktatási tankönyv. Wolters Kluwer Hungary, Budapest, 2020).

### A Schadl–Völner-ügy
2021. november elején letartóztatták, a Liszt Ferenc repülőtéren fogták el feleségével együtt, amikor Dubajba készültek utazni.
A Külügyminisztérium bejelentette, hogy Schadl György diplomata-útlevelét 2022. január 3-ai dátummal visszavonták. A vádhatóság indítványára a bíróság a kényszerintézkedést 2022. március 8-áig meghosszabbította. A Központi Nyomozó Főügyészség előtt folyamatban lévő nyomozásban megalapozott gyanú merült fel arra, hogy Völner Pál, az Igazságügyi Minisztérium parlamenti államtitkára Schadl Györgytől hosszabb időn keresztül, rendszeresen, alkalmanként 2-5 millió forintot kapott, hogy az általa támogatott végrehajtókat nevezze ki. 
A kiszivárgott lehallgatási jegyzőkönyvek szerint Schadl György többször is telefonon kért könnyítést ismerősei számára a jogi diplomájukhoz szükséges vizsgákon. A lehallgatási jegyzőkönyvekből az is kiderült, hogy Schadl György bosszúhadjáratot folytatott Császti Ferenc végrehajtó ellen, valamint a bírák tevékenységének akadályozására tett erőfeszítéseket. 110 millió forint értékű ékszer és luxusóra elrejtése miatt közvetlen családtagjai is a vádlottak padjára kerültek.

## Magánélete
Nős, felesége Schadl-Baranyai Helga bírósági végrehajtó.